# Вина лейтенанта Некрасова
Вина лейтенанта Некрасова — радянський ахудожній фільм 1985 року, знятий на кіностудії «Узбекфільм».

## Сюжет
В останні дні війни підбитий літак здійснює вимушену посадку в тилу ворога. Некрасов залишає винуватця зриву операції напризволяще, за що позбавляється звання лейтенанта і відсторонюється від польотів. Повернувшись в село, він стає першим трактористом колгоспу. Але одного разу, кинувши все, влаштовується техніком на аеродромі…

## У ролях
- Олексій Жарков — Юрій Некрасов
- Людмила Волосач — Поліна
- Андрій Толубєєв — Михайло Кубарєв, інвалід війни, двоюрідний брат Некрасова
- Олександр Кузін — Олексій Луговий, льотчик
- Сергій Поповський — Блінчиков, конструктор
- Шухрат Іргашев — Артем Казарян, майор авіації
- Андрій Градов — Олексій Табачников, штурман військового літака
- Валерій Муслимов — Мігунько, авіамеханік
- Анна Твеленьова — Галина Семенівна, дружина льотчика-випробувача Лугового
- Ірина Соколова — мати Олексія Табачникова
- Борис Баташев — скляр
- Лілія Гурова — мати Михайла
- Лесь Сердюк — Георгій Петрович, майор авіації, диспетчер
- Анатолій Барчук — Корольов, конструктор
- Ісамат Єргашев — офіцер в тамбурі поїзда
- Валерій Захар'єв — стрілок, член екіпажу літака
- Сергій Сафонов — епізод
- Володимир Січкар — начальник відділу кадрів/козак в поїзді
- Вадим Грачов — епізод
- Валерій Миронов — авіамеханік
- Володимир Литвинов — Вальков, капітан авіації
- Володимир Баграмов — начальник відділу кадрів
- Габріель Воробйов — Сергій, молодший брат Олексія Табачникова
- Данило Нетребін — Андрій Матвійович Глухотко, майор авіації, комісар полку
- Дмитро Савельєв — хлопець на танцях

## Знімальна група
- Режисер — Равіль Батиров
- Сценарист — Едуард Володарський
- Оператори — Олександр Панн, Мирон Пенсон
- Композитор — Микола Каретников
- Художник — Едуард Аванесов